# 富國強兵
富國強兵是「促進國家經濟發展」及「增強軍力政策」的意思，早在中國的春秋戰國時代就在諸侯國中實行。

## 历史

### 中国
在中國的春秋戰國時代，諸侯國錄用被稱為諸子百家的思想家為人材，並引入騎馬戰術及戰車作為新兵器，進行軍事改革。其中法家的商鞅在秦国实施了商鞅变法，编户齐民，耕战立国，最终使得秦国一统天下。

### 日本
在日本，明治維新開始後，富國強兵被明治新政府作為口號提倡．日本從鎖國政策走向開國政策，為了能成為抵禦歐美列強的國家，奉行地租改正及培植國內產業（殖產興業），實行資本主義化政策來增強本身的經濟（富國），從實行軍制改革及徵兵制來增強軍備、加強軍力（強兵）。